# グスタフ・コムッパ

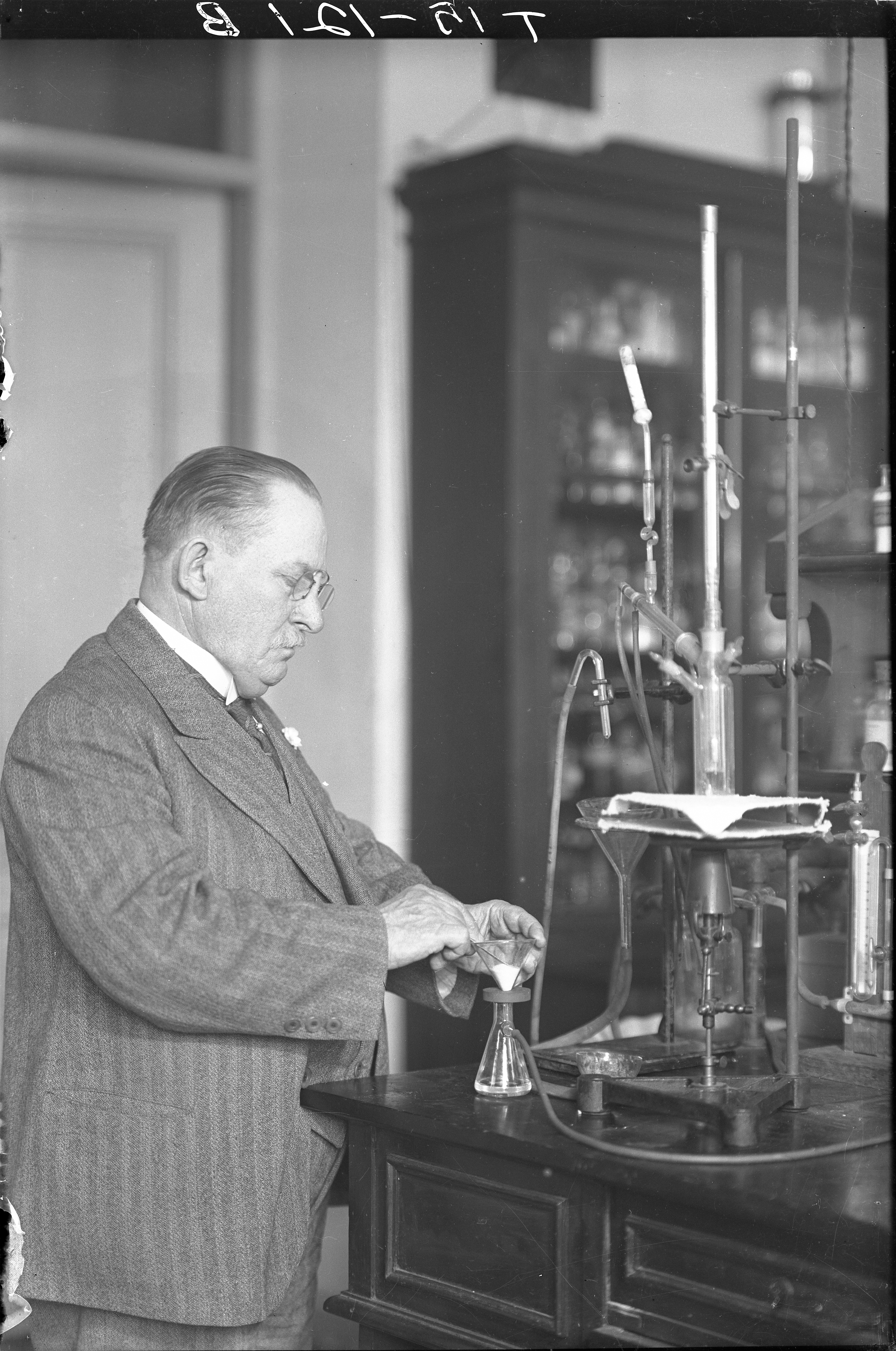
グスタフ・コムッパ（1937年）

グスタフ・コムッパ（Gustaf Komppa、1867年7月28日 - 1949年1月20日）は、フィンランドの化学者であった。世界初の商業化された全合成である1903年の樟脳の全合成で最も良く知られている。

## 生涯
1867年にヴィープリ（ロシア語名ヴィボルグ）で生まれた。ヴィボルグでの中等学校在籍時、算数と科学の教師であったHugo Zilliacusがコムッパの科学研究への興味を強固にした。コムッパはユリウス・アドルフ・シュテックハルトの著書『Schule der Chemie（化学の学校）』に記載された説明にならって、両親の家の車庫に自身の化学研究室を備え付けた。1891年にヘルシンキ工科大学を卒業し、その後Ph.D.を取得するまでスイスのアルトゥル・ハンチュの下で研究した。フィンランドに帰国後すぐにヘントウ工科大学の化学の教授となった。1935年から1945年まで、トゥルク大学の総長を務めた。また、いくつかのフィンランドの大企業の取締役にもなり、フィンランド科学文学アカデミーの創立会員でもあった。ウプサラ大学、コペンハーゲン大学、ハイデルベルク大学はコムッパを名誉博士として招聘した。1940年ホフマン賞受賞。1949年ヘルシンキで死去。
コムッパはいくつかの化合物、特に樟脳とテルペノイド類の有機合成について広範に研究した。コムッパによる樟脳の合成は重要な飛躍的進歩である。これは特にトール油由来のピネンからの半合成の商業化を進めたことによる。コムッパは泥炭の燃料への変換手法も開発した。コムッパは生涯で200報を超える論文を発表した。